# デイヴィッド・グッドマン
デイヴィッド・G・グッドマン（David G. Goodman, 1946年 - 2011年7月25日）は、アメリカの日本文学、日本演劇研究者。イリノイ大学教授。妻は翻訳家の藤本和子。

## 来歴・人物
ウイスコンシン州ラシーヌ市のロシア系ユダヤ人の家系に生まれる。曽祖父は、リトアニアからのユダヤ人移民だった。父母は原爆反対運動、世界連邦運動に携わっていた。
エール大学卒業。大学の「五ヶ年学士」制度の一環で1966年に20歳で初来日し、岡山県の中学校で英語の教師を1年間務めた。エール大学で日本学を専攻しているうち、留学生の藤本和子と知り合い、結婚する。
1968年に藤本とともに再来日し、演劇センター68（のちの劇団黒テント）の創設にかかわる。また、1969年から1973年まで、日本ではじめての英文の演劇雑誌である季刊『コンサーンド・シアター・ジャパン』（演劇センター68の機関誌）の編集長を務める（藤本和子、津野海太郎、山元清多、及部克人らも雑誌のスタッフだった）。この雑誌で佐藤信と唐十郎を世界の最も先端的な活動として世界に紹介し、漫画特集では、白土三平、つげ義春、赤瀬川原平の作品を英訳して掲載する。
1973年に帰米し、スタンフォード大学博士課程を経て、コーネル大学で博士号を取得。日本語・英語それぞれでの著書、日本の戯曲の英訳がある。
また、日本滞在体験により自身の中のユダヤ性に目覚めたとし、著書『逃亡師』ではさまざまなユダヤ系知識人の思想の中核にユダヤ思想があると主張。また、『ユダヤ人陰謀説』では日本における反ユダヤ主義をはじめトンデモ陰謀論を批判するだけでなく、親パレスチナ的な日本の知識人・政府を批判している。
1977年ごろに妻とともに、イスラエルに滞在してヘブライ語を学習。その体験は、藤本の著者「砂漠の教室」に描かれている。
2011年7月25日、大腸がんのためイリノイ州の病院で死去。65歳没。

## 日本語での著作
- 逃亡師 私自身の歴史大サーカス 晶文社, 1976
- イスラエル 声と顔 朝日新聞社 1979
- 富士山見えた 佐藤信における革命の演劇 白水社, 1983.7
- 走る 国際化時代の父親術 岩波書店, 1989.10

## 日本に翻訳された著作
- ユダヤ人陰謀説 日本の中の反ユダヤと親ユダヤ 宮澤正典との共著 講談社, 1999.4